# Halophryne queenslandiae
Halophryne queenslandiae is een straalvinnige vissensoort uit de familie van de kikvorsvissen (Batrachoididae). De wetenschappelijke naam van de soort is voor het eerst geldig gepubliceerd in 1882 door De Vis.